# 双塔镇 (民权县)
双塔镇，原为双塔乡，是中华人民共和国河南省商丘市民权县下辖的一个乡镇级行政单位。2018年12月撤乡改镇。

## 行政区划
双塔镇下辖以下地区：
常东村、常西村、巴河涯村、双塔村、唐砦村、瓦屋营村、王马房村、关帝庙村、冯寨村、大曹村、小阁寺村、石洼村、陈堂村、范楼村、闫寨村、卓寨村、丁胡同村、张庄村、郭堂村、张寨村、邓寨西村、邓寨东村、新庄村、短岗村、牛牧岗村、秣坡村、大山字东村和大山字西村。